# 岩波律子
岩波 律子（いわなみ りつこ、1950年10月13日 - ）は、東京都出身の映画人（シネアスト）。1990年（平成2年）から2022年（令和4年）7月29日の閉館まで、東京都千代田区神田神保町の映画館「岩波ホール」の支配人を務めた。

## 経歴

### 青年期

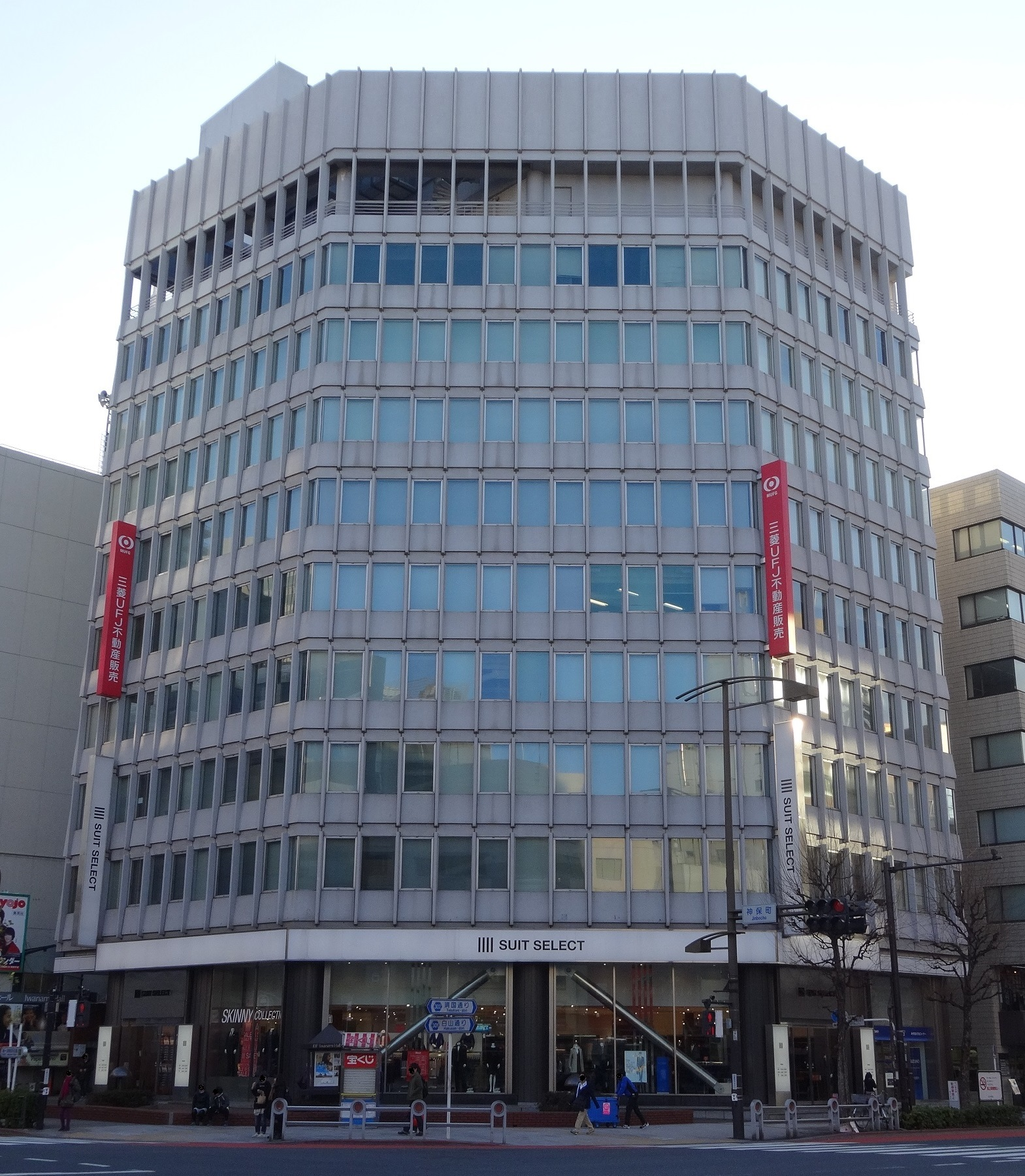
岩波ホールがある岩波神保町ビル

1950年（昭和25年）、岩波律子は東京都に生まれた。岩波家は岩波書店の創業者の家系であり、父親は岩波書店社長の岩波雄二郎である。1975年（昭和50年）には学習院大学大学院仏文科修士課程を修了。1976年（昭和51年）から1978年（昭和53年）までフランス・パリに留学した。パリ商工会議所が設置した高等秘書養成センター（CPSS、現・パリ・ノバンンシア経営大学院）を卒業し、フランス国立東洋言語文化学院日本部門修士課程を修了した。東洋言語文化学院では「日本における婦人雑誌」というテーマのフランス語論文を執筆している。
1977年（昭和52年）5月には、神田神保町の岩波ホールでエキプ・ド・シネマ運動を行っていた叔母の高野悦子が、初めてカンヌ国際映画祭に正式参加した。岩波も高野に誘われてカンヌを訪れており、このことが映画の世界に足を踏み入れるきっかけとなった。留学先のパリでは多忙だったため、映画館で映画を観ることはあまりなかったという。

### 岩波ホール入社後

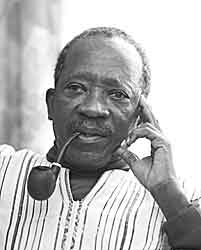
岩波が忘れがたい映画監督に挙げるセンベーヌ

岩波は1978年（昭和53年）に日本に帰国すると、高野が支配人を務める岩波ホールでアルバイトを務めた後、1979年（昭和54年）春に岩波ホールの正式な社員となった。当時について岩波は「私がフランスに留学した後、ぶらぶらしていたら、高野悦子からちょっと来ないといわれて入社した」と語っている。岩波ホールは父の岩波雄二郎が自費で建てたビルに開館させたホールである。
まずは外国部兼プログラム編集の仕事を任され、上映作品のパンフレットや機関誌『友 Iwanami Hall』の編集、他国との折衝や訪日外国人の接待などを担当した。岩波ホールが独自に配給する作品では仕事が多く、『エミタイ』（1984年）を監督したセンベーヌ・ウスマンが訪日した際には通訳も担当し、日光の社寺の観光案内をしたこともあった。岩波が岩波ホールに入社した頃、社員の構成は正社員が10人であり、嘱託社員やアルバイトを含めても30人という小規模な組織だった。

### 岩波ホール支配人
その後は宣伝部と編集部を経て、1990年（平成2年）には岩波ホールの支配人に就任した。岩波は高野らとともにエキプ・ド・シネマ運動を推進し、『宋家の三姉妹』（1997年）や『山の郵便配達』（1999年）などの名作の上映に携わった。エキプ・ド・シネマ運動は、サタジット・レイ、イングマール・ベルイマン、アンジェイ・ワイダ、エルマンノ・オルミ、マノエル・ド・オリヴェイラ、アラン・レネ、黒木和雄、羽田澄子などの監督の発掘にも貢献した。
2013年（平成25年）2月9日に高野が死去した際には喪主を務めた。高野の死後には高野の仕事を引き継いだが、高野が背負っていた「総支配人」という肩書ではなく、それまでの「支配人」という肩書を継続している。2014年（平成26年）にポーランド・クラクフの日本美術技術博物館「マンガ」館で高野悦子展が開催された際には、岩波が日本美術技術博物館を訪れてアンジェイ・ワイダ監督と対面した。日本美術技術博物館はワイダ監督の発案で開館した博物館であり、建設に際して募金活動の窓口を引き受けたのが高野と岩波ホールだった。
2018年（平成30年）に岩波が受けたインタビューでは、とりわけ忘れがたい映画監督としてセンベーヌ・ウスマン監督を挙げており、「気難しいコワイおじさまで。といっても、差別に厳しい、信念の方」「監督の作品には女性への信頼と尊敬があふれています。その背景に、お母様への深い尊敬の思いがおありだった」と評している。

### 岩波ホールの閉館
2020年（令和2年）以後には新型コロナウイルス感染症の世界的流行が起こり、岩波ホールは長期休館を余儀なくされるなどして経営状態が悪化、2022年（令和4年）7月29日をもって閉館した。同年1月に閉館を発表してからは、映画上映と並行し、種々の閉館業務に奔走。7月29日の最終上映回の前には、自ら満員の客席に向かって舞台挨拶をした。岩波ホールのパンフレット、ポスター、広報誌『友』などの貴重な資料は、国立映画アーカイブ図書室、このほか東京や地方の図書館や資料館に収蔵される。2023年3月、岩波と劇場スタッフに対し、日本映画ペンクラブ賞が贈られた。

## 家族

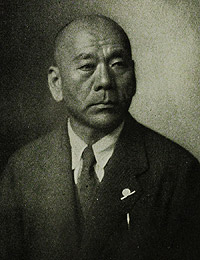
祖父：岩波茂雄（岩波書店創業者）
  - 父：岩波雄二郎（岩波書店社長・会長）
  - 母：岩波淳子
    - 本人：岩波律子

- 叔母：高野悦子（岩波ホール総支配人）

- 祖父の岩波茂雄

## 訳書
- ポール・コックス（著）、岩波律子（訳）『カメラの旅人 ある映画人の思索と回想』北沢図書出版、2006年
  - ポール・コックスはオーストラリア出身の映画監督であり、1979年（昭和54年）には岩波ホールでコックスの代表作『ある老女の物語』をロングラン上映している[18]。